# Square Saint-Irénée
Le square Saint-Irénée est une voie du 11e arrondissement de Paris, en France.

## Situation et accès
Le square Saint-Irénée est une voie située dans le 11e arrondissement de Paris. Il débute au 10, rue Lacharrière et se termine en impasse.

## Origine du nom

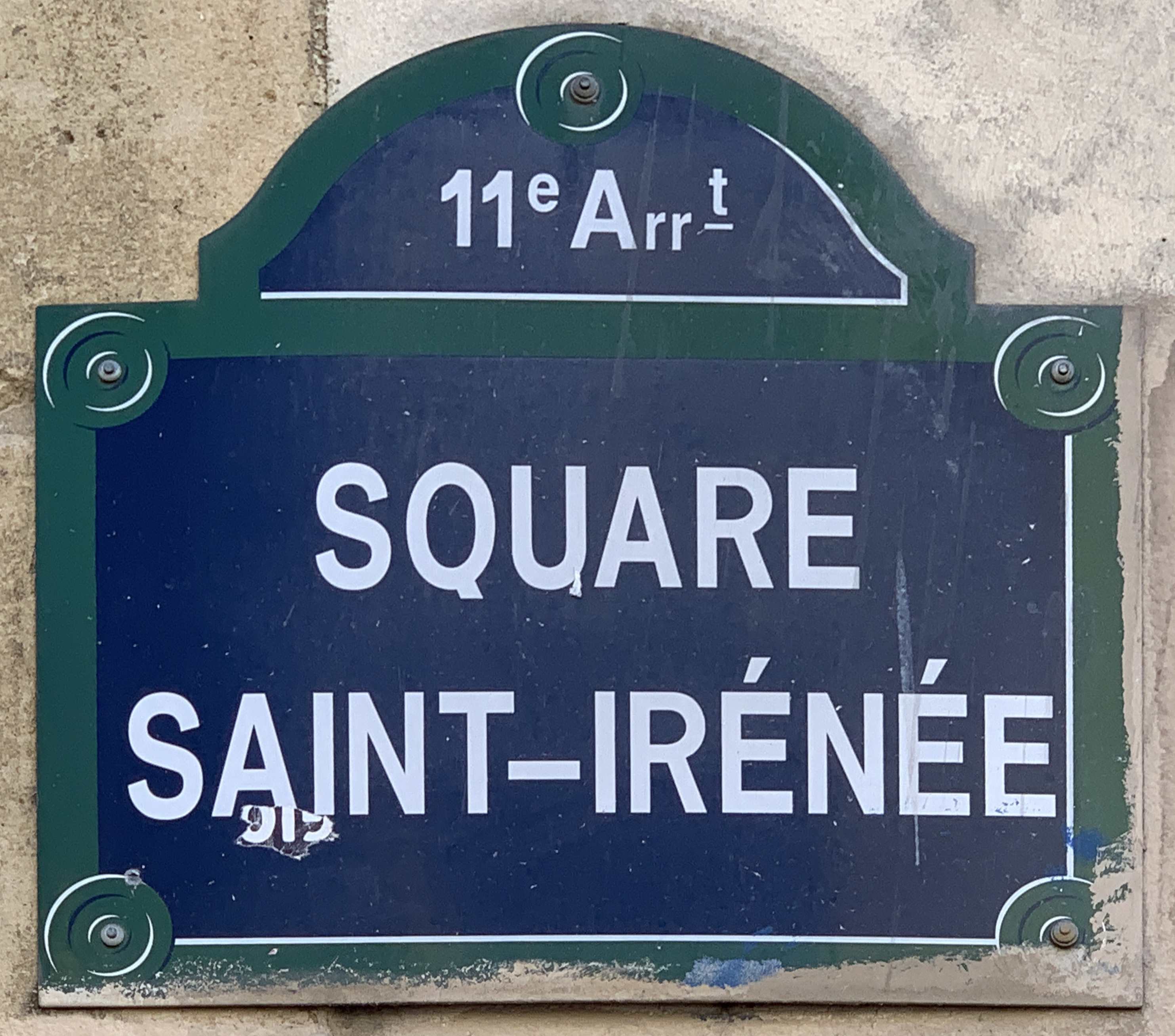
Plaque de la voie.

Son nom vient du voisinage de l'ancienne rue Saint-Irénée, aujourd'hui la rue Lacharrière. 

## Historique
Cette voie est créée en 1824, depuis la rue Saint-Ambroise, sous le nom d'« impasse Saint-Ambroise ».
Le 24 mars 1863, la reconstruction de l'église Saint-Ambroise, la précédente ayant été détruite pour le percement du boulevard Voltaire, et le percement de la rue Saint-Irénée sont déclarés d'utilité publique. L'église est construite sur la partie de la voie comprise entre la rue Saint-Ambroise et la rue Saint-Irénée. La partie de voie restante est alors renommée « impasse Saint-Irénée ». 
Elle prend son nom actuel par décision préfectorale du 13 août 1971.